# Temporada 1989-1990 del RCD Espanyol
Dades de la Temporada 1989-1990 del RCD Espanyol.

## Fets Destacats
- 10 de juliol de 1989: L'Espanyol fitxà l'anglès Allan Harris com a entrenador, però davant les protestes dels seguidors fou substituït per Benet Joanet a la pretemporada sense haver, ni tan sols, realitzat un entrenament.[4]
- 8 d'agost de 1989: Amistós: Tarbes Stado 0 - Espanyol 4[5]
- 10 d'agost de 1989: Amistós: AS Beziers 3 - Espanyol 3[6]
- 25 d'agost de 1989: Torneig Ciutat de Barcelona: Espanyol 1 - FC Barcelona 2[7]
- 1 d'octubre de 1989: Lliga: Espanyol 4 - Real Burgos 1[8]
- 10 de febrer de 1990: Lliga: Espanyol 4 - Recreativo de Huelva 0[9]
- 15 d'abril de 1990: Lliga: Espanyol 6 - Llevant UE 0[10]
- 10 de juny de 1990: L'Espanyol pujà a primera divisió després de guanyar la promoció amb el CD Málaga (1-0 a Sarrià, 1-0 a Màlaga, i vèncer en els penals)[11]

## Resultats i Classificació
- Lliga d'Espanya (2a Divisió): Cinquena posició amb 42 punts (38 partits, 15 victòries, 12 empats, 11 derrotes, 50 gols a favor i 33 en contra).
- Copa d'Espanya: L'Espanyol fou eliminat pel Sevilla FC després de guanyar 1-0 a casa, perdre 4-1 a fora. Aquest segon partit fou impugnat per alineació indeguda del Sevilla i es disputà un tercer partit a Madrid que acabà amb victòria sevillana per 1-0 i classificació andalusa per penals.

## Plantilla
| P   | Jugador           | Lliga | Lliga | Copa d'Espanya | Copa d'Espanya | Promoció | Promoció |
| P   | Jugador           | PJ    | G     | PJ             | G              | PJ       | G        |
| --- | ----------------- | ----- | ----- | -------------- | -------------- | -------- | -------- |
| POR | Thomas N'Kono     | 31    | -26   | 2              | -1             | -        | -        |
| POR | Carlos Meléndez   | 7     | -5    | -              | -              | 2        | -1       |
| POR | Javier Echevarría | 1     | -2    | -              | -              | -        | -        |
| DEF | Mendiondo         | 29    | 2     | 1              | -              | 2        | -        |
| DEF | Fernando Maestre  | 30    | -     | 2              | -              | 2        | -        |
| DEF | Albert Albesa     | 27    | 2     | 2              | -              | 2        | -        |
| DEF | Nino Lema         | 29    | -     | 2              | -              | -        | -        |
| DEF | Eloy Pérez        | 25    | 1     | 1              | -              | 1        | -        |
| DEF | Iñaki Pérez       | 18    | -     | 2              | -              | -        | -        |
| DEF | Joan Golobart     | 8     | -     | 1              | -              | -        | -        |
| MIG | Gabino Rodríguez  | 33    | 12    | 2              | -              | 1        | 1        |
| MIG | Luis Martín       | 31    | -     | -              | -              | 2        | -        |
| MIG | Diego Orejuela    | 30    | 1     | 1              | -              | 1        | -        |
| MIG | José Aurelio Gay  | 27    | 5     | 1              | -              | 2        | -        |
| MIG | José Luis Zalazar | 18    | 2     | 2              | -              | -        | -        |
| MIG | Wolfram Wuttke    | 16    | 3     | -              | -              | 2        | -        |
| MIG | Javier Zubillaga  | 14    | 2     | -              | -              | 2        | -        |
| MIG | Manuel Muñoz      | 6     | -     | -              | -              | -        | -        |
| MIG | Ezequiel Castillo | 2     | -     | -              | -              | -        | -        |
| DAV | Michel Pineda     | 28    | 6     | 2              | -              | 2        | -        |
| DAV | Xavier Escaich    | 19    | 4     | 1              | -              | 2        | -        |
| DAV | Steve Archibald   | 15    | 5     | -              | -              | 2        | -        |
| DAV | Màgic Díaz        | 12    | 2     | -              | -              | ..       | -        |
| DAV | Francis Cabral    | 11    | -     | 2              | -              | ..       | -        |
| DAV | Andrés González   | 10    | -     | 1              | -              | 1        | -        |
| DAV | Mauricinho        | 7     | -     | -              | -              | -        | -        |
| DAV | Àlex Garcia       | -     | -     | -              | -              | -        | -        |